# Evans in England: Live at Ronnie Scott’s
Evans in England: Live at Ronnie Scott’s ist ein Jazzalbum von Bill Evans, das im Dezember 1969  in dem Londoner Ronnie Scott’s Jazz Club aufgenommen und am 13. April 2019 bei Resonance Records veröffentlicht wurde. Es ist die vierte Produktion des Labels mit bislang unveröffentlichtem Material des Pianisten, von dem bislang Live at Art D’Lugoff’s Top of the Gate (2012), Some Other Time: The Lost Session from the Black Forest (2016) und Another Time: The Hilversum Concert (2017) vorliegen.

## Hintergrund
Die Produktion Evans in England dokumentiert auf zwei LPs bzw. CDs einen Konzertmitschnitt aus dem Jahr 1969, als das Bill-Evans-Trio mit dem Bassisten Eddie Gomez und dem Schlagzeuger Marty Morell mehrmals durch Europa tourte, zunächst mit Auftritten u. a. in Hilversum am 26. März 1969, in Pescare am 18. Juli, dann im Spätherbst des Jahres beginnend im Jazzhus Montmartre in Kopenhagen am 24. November, dokumentiert auf dem Milestone-Album Jazzhouse. Nach einem Konzert in Amsterdam am 28. November 1969 folgte ein mehrtägiges Gastspiel im Londoner Club Ronnie Scott’s im Dezember 1969. Der Mitschnitt enthält sowohl Bill Evans’ früheste Aufnahme von The Two Lonely People und Sugar Plum als auch eine Interpretation von Miles Davis’ So What (mit Evans erstmals 1959 für das Davis-Album Kind of Blue eingespielt) und zwei Eigenkompositionen des Pianisten, Re: Person I Knew und Waltz for Debby. Des Weiteren enthält die CD-Version Jazzstandards wie What Are You Doing the Rest of Your Life, Come Rain or Come Shine, My Foolish Heart und Who Can I Turn To (When Nobody Needs Me).  Das Booklet enthält Liner Notes des Produzenten Zev Feldman und des Musikjournalisten Marc Myers; außerdem Interviews mit Gomez, Morell und dem Filmemacher Leon Terjanian, der das Label auf die privaten Tondokumente aufmerksam machte.
Das Album von Resonance ist nicht zu verwechseln mit einem weiteren Bill-Evans-Album, Complete Live at Ronnie Scott’s 1980 (Gambit Records).

## Titelliste

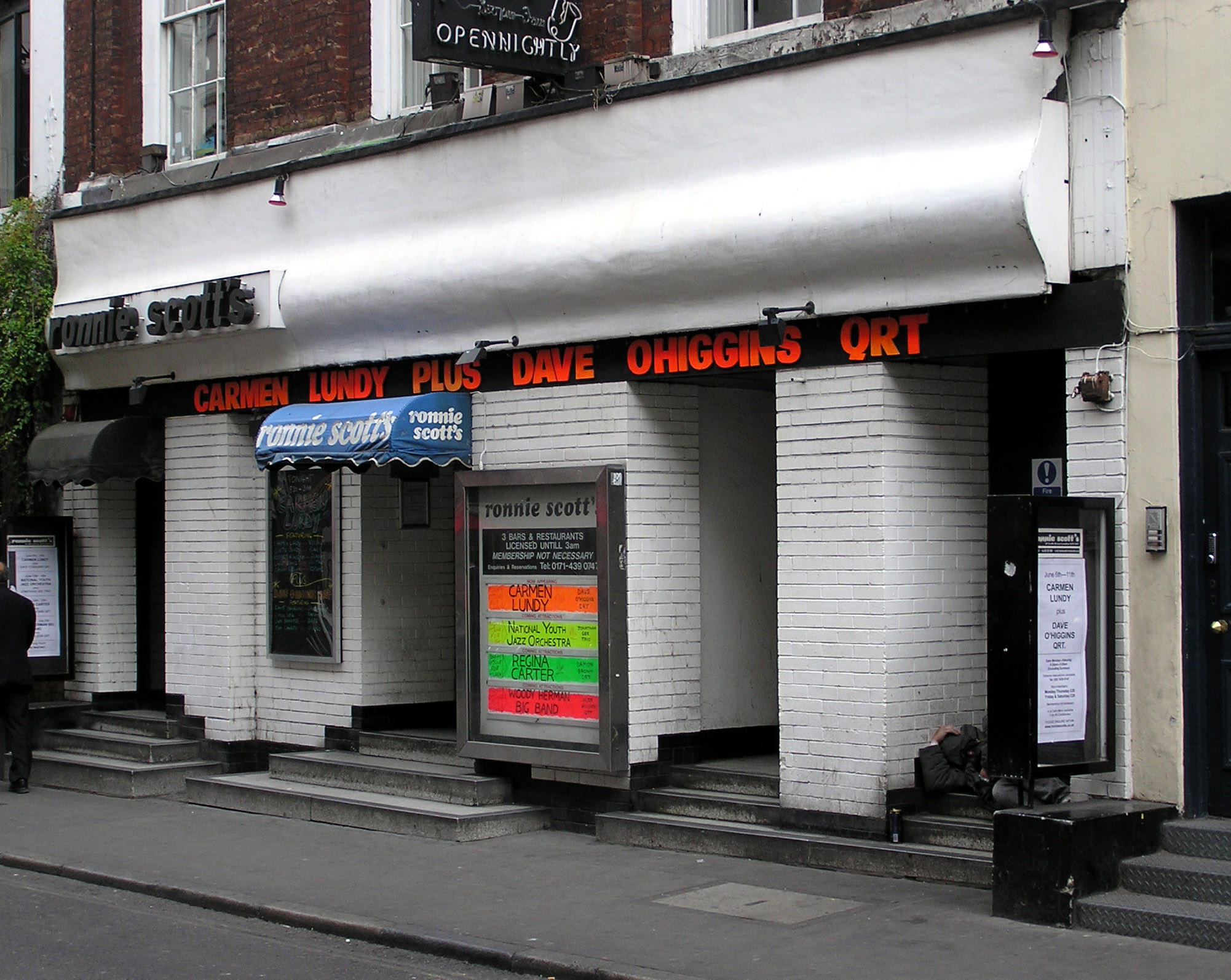
Der Ronnie Scott’s Jazz Club in Soho, London, Ansicht von 2005.

- Bill Evans: Evans in England (Resonance Records HLP9037)
- Disc 1
  1. Our Love Is Here to Stay (George & Ira Gershwin) 4:44
  2. Sugar Plum (B. Evans, John Court) 9:44
  3. Stella by Starlight (Ned Washington, Victor Young) 6:23
  4. My Foolish Heart (Ned Washington, Victor Young) 4:41
  5. Waltz for Debby (Evans) 7:59
  6. ’Round Midnight (Hanighan, Williams, Monk) 6:37
  7. The Two Lonely People (Evans) 8:07
  8. Who Can I Turn To (When Nobody Needs Me) (Leslie Bricusse, Anthony Newley) 7:20
- Disc 2
  1. Elsa (Earl Zindars) 7:16
  2. What Are You Doing for the Rest of Your Life? (Alan Bergman, Marilyn Bergman, Michel Legrand) 5:50
  3. Turn Out the Stars (Evans) 5:20
  4. Re: Person I Knew (Evans) 8:51
  5. Goodbye (Gordon Jenkins) 2:39
  6. Come Rain or Come Shine – 5:11
  7. Very Early (Evans) 5:03
  8. So What (Miles Davis) 9:35
  9. Midnight Mood (Joe Zawinul, Ben Raleigh) 5:07
  10. Polka Dots and Moonbeams (Johnny Burke, Jimmy Van Heusen) 4:15

## Rezeption
Der Pianist Liam Noble schrieb in einem Essay in London Jazz News über sein schwieriges Verhältnis zu Bill Evans: „Ich bin kein bedingungsloser Anhänger von Bill Evans. Für mich ist er wie Mozart – er hat Meisterwerke geschaffen, aber entgegen der landläufigen Meinung nicht immer. Er definierte eine Art melancholische Lyrik, die schmerzhaft schön sein kann, wechselt jedoch gelegentlich zu etwas, das für den Geschmack dieses Zuhörers etwas zu süß ist. Er swingt wie verrückt, aber manchmal fehlt ihm das Risiko, das die Improvisation definiert. Jeder, der jemals Jazz-Keyboard-Harmonien studiert hat, hat wahrscheinlich mit einem System begonnen, das fast vollständig von Evans’ Ansatz abgeleitet ist, insbesondere in Bezug auf die linke Hand und deren Integration mit den rechten Melodielinien oben, wodurch die Bewegung des Basses darunter frei gemacht wird.“ Die Tatsache, dass diese Methode gelegentlich als eine Stop-Methode für große Improvisationen bezeichnet wird, sei zum Teil auf die Opposition gegen dieses Bildungs-Franchise und möglicherweise auf den musikalischen Ruf des Mannes selbst zurückzuführen. Für eine Weile sei es modern geworden, zu sagen, dass man nicht von ihm beeinflusst worden sei, „und doch war dieser Einfluss unumgänglich, weil er den Mainstream definierte, den man durcharbeiten musste, bevor er ihm endgültig entkommen konnte. Es machte so viel Spaß, wie er zu spielen, es war immer ein fast betäubendes Vergnügen, diese Harmonien aufzuspüren, den sauberen Sitz zwischen den Händen.“
Mit Eddie Gomez und Marty Morrell habe Bill Evans wieder eine Rhythmusgruppe gefunden, so Noble, „die seine besten Pläne in Frage stellte, provozierte, stupste und kritzelte. In dieser entspannten Umgebung klangen sie auf jeden Fall, als würden sie es genießen“. Noble nennt als Beispiel den Eröffnungstitel Our Love Is Here to Stay: „Nach einem typischen Headarrangement reißt das Bass-Solo mit der Virtuosität eines Bläsers und einer melodischen Erfindung, die viele übertrifft, direkt in die Sequenz. Aber als Evans die letzte Phrase des Bass-Solos aufgreift und mitläuft, können Gomez und Morrell ihren Spaß daran haben, seine Akzente zu unterdrücken und jede Phrase herauszufordern, bevor sie alle zu einem aggressiv swingenden zweiten Refrain abheben. Momente wie dieses veranschaulichen, wie Evans manchmal aus seiner Schale explodieren und Feuer atmen konnte. Er war vielleicht einer der am weitesten nachgeahmten Musiker auf diesem Planeten, aber in diesem Tempo und bei diesen Musikern kann ihn niemand sonst berühren.“
Come Rain Or Come Shine biete sich, so der Autor, als einen interessanten Vergleich mit der ikonischen Version von Portrait in Jazz neun Jahre zuvor; im Gegensatz zu der zaghaften früheren Fassung sei ds Trio hier „auf Vollgas unterwegs“, Evans spiele zwar die gleiche Coda wie in der Version von Portrait, „rattert aber wie eine vertragliche Verpflichtung durch, vielleicht ein Hinweis auf Fans, die diesen Refrain hören wollen, aber das Gefühl der Entdeckung sei weg.“ Die Erneuerung vergangenen Ruhms sei eine gängige Strategie für Thelonious Monk und auch für Miles Davis gewesen, „aber hier hat es eine leichte Weltmüdigkeit. Was dagegen auf der anderen Seite vielleicht von den Miles Davis-Versionen mit Tony Williams angespornt wird, ruft einen grausamen Walking-Groove hervor, der einige der eher impressionistischen Stücke in diesem Set, wie ‚Sugar Plum‘, ‚The Two Lonely People‘ und ‚Elsa‘, willkommen heißt, wo er den Anschein vermittele, als würde er an den Strand fahren, […] Und doch scheint er auf einer anderen Ballade, ‚What Are You Doing for the Rest of Your Life?‘ diese magische Stille wieder zu entdecken, die sein frühes Werk durchdrang, als ob er die Melodie zum ersten Mal entdeckt und versuchen herauszufinden, welche Reaktion die Idee haben wird“, so Noble.
„Fans werden sich in diesem Set sehr freuen, und wenn sie abhebt, hat diese Musik ein aggressives Aufbrausen, das sie über den einfach schönen zum klassischen Status erhebt.“ Monk, Miles Davis, Derek Bailey und Bill Evans. Alle diese Menschen seien praktisch Götter, so der Autor weiter. Doch machten ihre Schwächen die großen Momente ihrer Musik heroisch, oft sei es genau diese Qualität, die in der Musik fehlt, die weniger ausgeprägt ist. Wenn man sich Bill Evans bei diesen Aufnahmen noch einmal anhöre, „ist es die Menschlichkeit seines Sounds, nicht die Exzellenz seines Spiels, die bei mir bleibt. Der Mut zum Scheitern oder zum Auslaufen oder einfach, um die frühen Erfolge zu wiederholen, und darauf zu vertrauen, dass irgendwann etwas Besonderes passieren wird. Als würde ich auf eine jugendliche Besessenheit mit einer neu entdeckten Vorliebe zurückblicken, die durch den Lauf der Zeit möglich wurde, höre ich es jetzt anders. Wo habe ich mich einfach gefragt, „wie machen sie das?“, Jetzt liebe ich die Zerbrechlichkeit von allem. Es ist das Risiko des Scheiterns, dass die Musik irgendwie erfolgreich ist, und es ist das, was diesen Gig für mich macht, das jetzt eine Platte ist, die so bemerkenswert ist. Ich wünschte, ich wäre dort gewesen.“
Marc Myers lobte in Jazzwax: „Ich denke, Sie werden feststellen, dass Evans in England die beste Live-Aufnahme dieses Trios ist und im Allgemeinen leicht unter den ersten fünf von Evans ist.“ Für den Autor wird es nur von Sunday at the Village Vanguard / Waltz for Debbie aus dem Jahr 1961 und Bill Evans in Town Hall aus dem Jahr 1966 übertroffen. Wie man höre, sei die Musik in London lebendig; „wir haben Glück, dass eine solche künstlerische Anmut aufgetaucht ist und dass die Resonance-Produzenten Zev Feldman und George Klabin die Weisheit und den Willen hatten, die Musik auszuspielen.“